# Chiesa di Santa Lucia (Bologna)
L'ex Chiesa di Santa Lucia (baséllica ed Santa Luzî in bolognese) è una chiesa sconsacrata, di rito cattolico, sita nel centro di Bologna, in via Castiglione 36. La facciata, incompleta e con i mattoni a vista, nasconde al suo interno un'architettura barocca. È ora utilizzata come aula magna dell'Università di Bologna.

## Storia

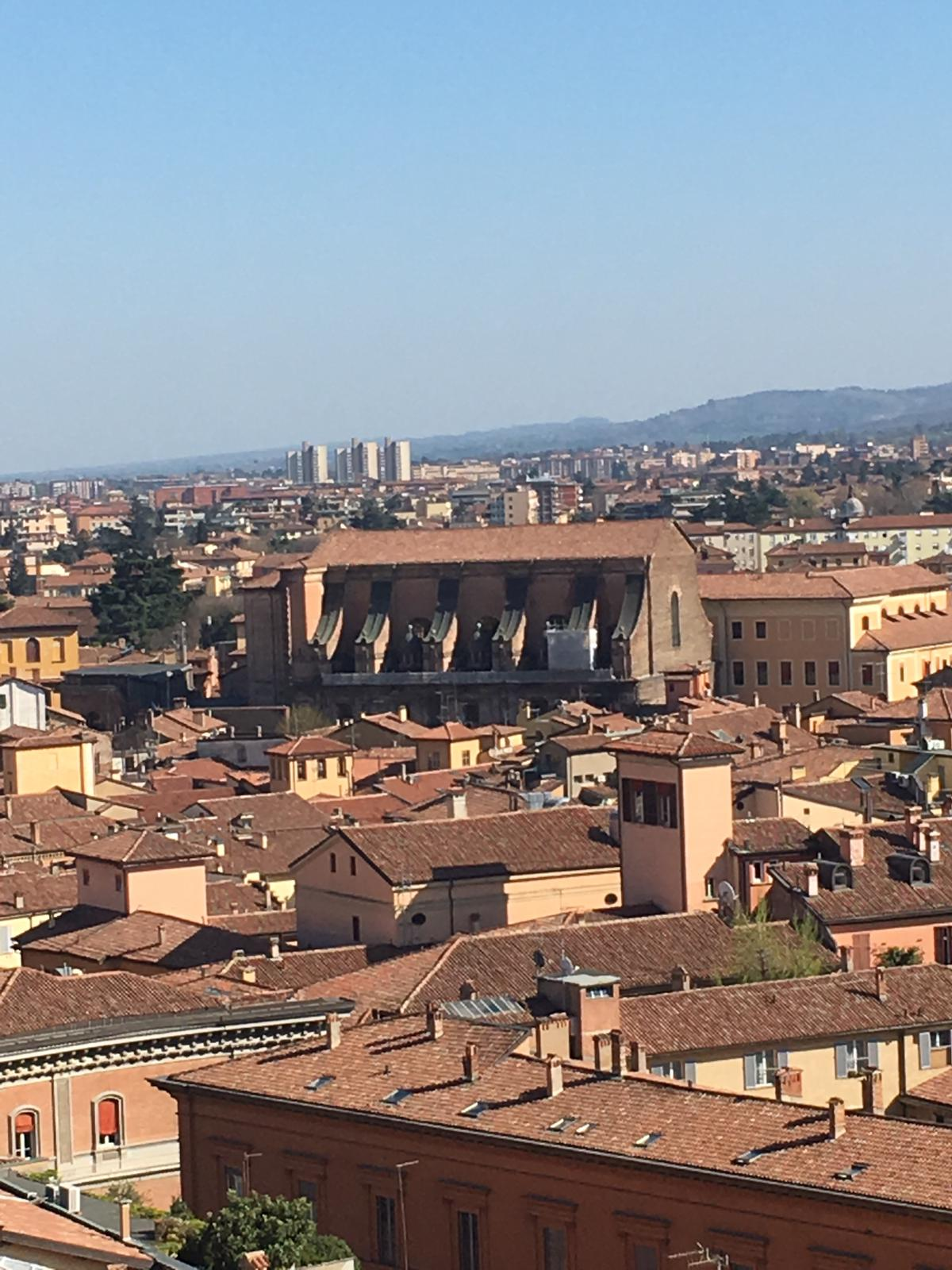
L'edificio visto dall'alto

Una prima chiesa si trovava qui costruita già nel 432, essa era dedicata a san Petronio. Distrutta dall'invasione magiara del 903, venne ricostruita nel 1208 dall'Ordine dei Canonici Lateranensi di San Giovanni in Monte e da loro officiata fino al 1418.
Nel XVI secolo la chiesa e il vicino convento divennero proprietà dei Gesuiti, che riedificarono la chiesa. A partire dal 1623 gli interni furono restaurati da Girolamo Rainaldi al fine di richiamare la chiesa madre dei Gesuiti, quella del Gesù, a Roma.
Nel 1775, con la soppressione dell'Ordine dei Gesuiti, la chiesa passò brevemente sotto le cure dei Barnabiti, ma di lì a poco l'edificio fu chiuso dalle forze napoleoniche.
Nel 1866, verso la fine della terza guerra d'indipendenza, fu incamerata nel Demanio Regio e adibita a deposito succursale del Corpo di Amministrazione del Regio Esercito. Nel 1873 la proprietà passò al Comune di Bologna, che la dedicò a palestra. Da subito, per interessamento di Emilio Baumann, la palestra di Santa Lucia ospitò la Società Sezionale di Ginnastica in Bologna, da lui fondata due anni prima e che diventerà nel 1922 la SEF Virtus. Fu nella palestra di Santa Lucia che, nel 1927, si costituì la prima squadra di pallacanestro della città, dando vita a quella che tuttora è la Virtus Pallacanestro Bologna.
Santa Lucia rimase il "tempio del basket" cittadino fino al 1944, quando il Comune - nonostante la resistenza dei soci della società sportiva - requisì l'immobile per ricavarvi aule e laboratori per l'Istituto Aldini Valeriani. L'Istituto, punto di riferimento per l'istruzione tecnica cittadina, si trasferì in periferia nel 1971. A seguito di importanti restauri, la struttura è stata solennemente inaugurata il 7 giugno 1988 come nuova aula magna dell'Università di Bologna.

## Descrizione
All'interno è ancora conservata la cappella dedicata a san Luigi Gonzaga, con un altare del 1763 edificato da Alfonso Torreggiani. Nella sua cripta è inoltre rimasto sepolto il gesuita messicano Francesco Saverio Clavigero fino alla traslazione dei suoi resti nella sua patria natia, dal 1970 sepolti nel Panteón Civil de Dolores a Città del Messico.